# Programa Mariner
El Programa Mariner fou un programa de llançament de vehicles espacials de la NASA realitzat entre 1962 i finals de 1973. El JPL (Jet Propulsion Laboratory) de la NASA va dissenyar i va construir 10 naus espacials denominades Mariner, la missió de les quals era explorar els planetes Venus, Mart i Mercuri per primera vegada, i posteriorment tornar a Venus i Mart per a una exploració més detallada. L'última de les naus, la Mariner 10, va realitzar un sobrevol (flyby) de Venus, per a després realitzar un total de tres aproximacions a Mercuri. La penúltima nau, la Mariner 9, va ser la primera a deixar en òrbita una sonda al voltant d'un planeta, en aquest cas Mart, i romangué un any en òrbita per procedir a cartografiar la seva superfície i realitzar mesuraments específics.
Les sondes Mariner eren de mida relativament reduïda, i el seu llançament es va realitzar mitjançant un coet model Atlas, i el sistema propulsor de l'última fase un coet model Agena o Centaur. El seu pes rondava la mitja tona (sense el combustible del propulsor de bord de la sonda). Cada una de les seves missions es va completar en un període d'entre uns quants mesos i un o dos anys, i fins i tot una de les naus va sobrepassar aquesta limitació i es va mantenir operativa durant tres anys. Les sondes Mariner 1, Mariner 3 i Mariner 8 no van superar la fase de llançament. De la resta de sondes, cap no es va perdre en vol cap a les seves destinacions, i totes elles van completar amb èxit els seus objectius. Cada una de les naus portava incorporats uns plafons solars per poder rebre energia del Sol i un reflector parabòlic capaç d'apuntar sempre a la Terra. Així mateix, la seva càrrega incloïa una sèrie d'instruments científics. Alguns, tals com les càmeres, haurien de ser autoenfocades al cos celeste que estigués sent estudiat. Altres instruments no serien autoenfocables, i el seu objectiu seria el d'estudiar fenòmens tals com els camps magnètics i les partícules carregades. Així mateix, els enginyers responsables van proposar un sistema d'estabilització de la sonda a tres eixos, la qual cosa significa que, a diferència d'altres sondes espacials, aquestes no rotarien sobre si mateixes.
Les sondes previstes Mariner 11 i Mariner 12 es convertiren finalment en les Voyager 1 i Voyager 2 del programa Voyager.
El cost total del programa Mariner va ser d'aproximadament 554 milions de dòlars.